# Quincy (Washington)
Quincy az Amerikai Egyesült Államok északnyugati részén, Washington állam Grant megyéjében elhelyezkedő város. A 2010. évi népszámlálási adatok alapján 6750 lakosa van.
A települést 1892-ben, a Great Northern Railway vasútvonalának megépítésekor alapították; nevét az Illinois állambeli Quincyről kapta, városi rangot pedig 1907. március 27-én kapott. A helység korábban a vasúti pályától északra, Joe Clay lakóházának környékén feküdt.
A térségben 2007 óta a Microsoft, a Yahoo!, a Dell és az Intuit is üzemeltet adatközpontokat; a helyszín az olcsó vízenergia miatt kedvező. A Microsoft Columbia adatközpontja a világ legnagyobb ilyen létesítménye. A vállalatokat több kritika is érte a túlzott energiafelhasználás és a dízelgenerátorok által okozott szennyezés miatt. A megnövekedett igények miatt a megyei közműszolgáltató 2016-ban bejelentette, hogy két új elektromos alállomást kívánnak üzembe helyezni.
Duff Wilson Fateful Harvest című könyvében feltárta, hogy a városban nehézfémeket tartalmazó veszélyes hulladékot értékesítenek trágyaként.

## Éghajlat
A város éghajlata félsivatagi sztyeppe (a Köppen-skála szerint BSk).
| Hónap                         | Jan.  | Feb.  | Már.  | Ápr.  | Máj. | Jún. | Júl. | Aug. | Szep. | Okt.  | Nov.  | Dec.  | Év    |
| ----------------------------- | ----- | ----- | ----- | ----- | ---- | ---- | ---- | ---- | ----- | ----- | ----- | ----- | ----- |
| Rekord max. hőmérséklet (°C)  | 16,7  | 22,8  | 25,6  | 33,3  | 37,2 | 41,1 | 42,8 | 41,7 | 37,8  | 31,7  | 23,9  | 17,8  | 42,8  |
| Átlagos max. hőmérséklet (°C) | 2,2   | 6,1   | 12,8  | 17,8  | 22,2 | 26,1 | 30,6 | 30,0 | 25,0  | 17,2  | 7,8   | 1,1   | 16,6  |
| Átlagos min. hőmérséklet (°C) | −5,8  | −2,8  | 0,0   | 3,9   | 7,8  | 11,7 | 14,4 | 13,9 | 9,4   | 3,3   | −1,1  | −6,1  | 4,1   |
| Rekord min. hőmérséklet (°C)  | −33,9 | −31,7 | −18,0 | −10,0 | −6,1 | 0,6  | 2,2  | 2,8  | −3,3  | −12,8 | −26,1 | −28,3 | −33,9 |
| Átl. csapadékmennyiség (mm)   | 25    | 17    | 16    | 13    | 18   | 12   | 6    | 5    | 9     | 13    | 29    | 35    | 198   |
| Forrás: The Weather Channel   |       |       |       |       |      |      |      |      |       |       |       |       |       |

## Népesség
A 2010-es népszámláláskor a városnak 6750 lakója, 1915 háztartása és 1541 családja volt. A népsűrűség 430,8 fő/km2. A lakóegységek száma 2020, sűrűségük 128,9 db/km2. A lakosok 54,9%-a fehér, 0,4%-a afroamerikai, 0,9%-a indián, 0,7%-a ázsiai, 0,2%-a a Csendes-óceáni szigetekről származik, 40,6%-a egyéb, 2,4%-a pedig kettő vagy több etnikumú. A spanyol vagy latino származásúak aránya 74,3% (   )
A háztartások 55,2%-ában élt 18 évnél fiatalabb. 55,2% házas, 16,2% egyedülálló nő, 9% egyedülálló férfi, 19,5% pedig nem család. 15,1% egyedül élt; 6,7%-uk 65 éves vagy idősebb. Egy háztartásban átlagosan 3,51 személy élt; a családok átlagmérete 3,87 fő.
A medián életkor 26,2 év volt. A város lakóinak 36,6%-a 18 évesnél fiatalabb, 11,5% 18 és 24 év közötti, 26,9%-uk 25 és 44 év közötti, 16,6%-uk 45 és 64 év közötti, 8,3%-uk pedig 65 éves vagy idősebb. A lakosok 50,7%-a férfi, 49,3%-a pedig nő.

## Fordítás
Ez a szócikk részben vagy egészben  a   Quincy, Washington című angol Wikipédia-szócikk ezen változatának fordításán alapul.  Az eredeti cikk szerkesztőit annak laptörténete sorolja fel. Ez a jelzés csupán a megfogalmazás eredetét és a szerzői jogokat jelzi, nem szolgál a cikkben szereplő információk forrásmegjelöléseként.